# Vidujinė
Vidujinė je jedno z ramen delty Němenu, druhá zprava odbočka (ze čtyř) ramene delty Němenu Vytinė. Dalo by se považovat také za levou odbočku ramene Šakutė, neboť se odděluje vzápětí po jejím odbočení z ramene Vytinė. Ústí přímo do Kurského zálivu. Voda v rameni Vidujinė teče směrem severozápadním. Šířka tohoto ramene je kolem 50 m. Vidujinė odděluje ostrovy Trušių sala (vpravo) a Kubilių sala (vlevo).

## Význam názvů
Šakutė znamená litevsky vidlička, Vidujinė - prostřední, Trušių sala - ostrov rákosí, Kubilių sala - ostrov kbelíků.

## Přítoky
Toto rameno nemá žádné přítoky.
| DELTA NĚMENU Atmata Atšakėlė Aukštumala Aukštumalos protaka Bevardis Bevardė Briedžių Dumblė Kadaginis Kiemo Kniaupas Krokų Lanka Kubilių Kurský záliv Leitė Minija Naikupė Pakalnė Palankys Záliv Prūsinė Purvalankis Ragininkų Rindos šaka Záliv Rindutė Rusnaitė Rusnė (Němen) Rusnė Senoji Skirvytė Skatulė Skirvytė (Severnaja) Šakutė Záliv Šilinė Šventos Elenos Šyša Šyškrantė Tiesioji Trušių Ulmas Uostadvaris Duobelė Upaitis Vidujinė Vikis Vilkinė Vilkinės Vito Vorusnė Voryčia Vytinė Vytinės Uostas Zingelinė |